# Sodoma - L'altra faccia di Gomorra
Sodoma - L'altra faccia di Gomorra è un film italiano del 2013, diretto da Vincenzo Pirozzi.
La pellicola, presentata in anteprima nell'agosto del 2012 al New York City International Film Festival, dove ha vinto il premio Best Comedy Film, è stata distribuita nelle sale cinematografiche il 4 aprile 2013.
Il film viene trasmesso su Canale 21 in prima visione il 28 settembre 2023.